# Козлов, Андрей Петрович (военный)
Андрей Петрович Козлов (1917—1991) — советский деятель спецслужб, генерал-лейтенант. Командир ОМСДОН им. Ф. Э. Дзержинского (1965—1969), начальник ГУВД Москвы (1969—1973), начальник Управления спецчастей Главного управления ВВ МВД СССР (1973—1980).

## Биография
Родился 06.08.1917 году в селе Петровка Улуйской волости Енисейского уезда.
Окончил Саратовское военное училище пограничных и внутренних войск НКВД.
В 1940 году участвовал в советско-финляндской войне.
По её окончании назначен начальником заставы 103-го погранотряда в Карелии. Здесь же встретил Великую Отечественную. Участник обороны Ленинграда.
В 1944 году капитан А. П. Козлов поступил в Военную академию им. М. В. Фрунзе.
Будучи в должностях заместителя начальника штаба 62-й дивизии и командира полка боролся с бандподпольем в западных областях Украины. Затем командовал 12-м полком войск НКВД, выполнявшим спецзадание в Германии.
В течение трех лет был начальником штаба Отдельной мотострелковой дивизии особого назначения (ОМСДОН) внутренних войск МВД СССР.
После окончания Академии Генерального штаба в 1965 году назначен командиром ОМСДОНа.
С февраля 1969 по июнь 1973 года — начальник УВД Москвы (Мосгорсовета), генерал-лейтенант милиции. В 1973—1980 годах — начальник управления спецчастей внутренних войск.
Член КПСС, был делегатом XXIII и XXIV съездов КПСС от Московской городской партийной организации.

## Произведения
- Тревожная служба. — 2-е изд. — М.: Воениздат, 1975. — 263 с. — (Военные мемуары).
- Костры на пути